# Fey-en-Haye
Fey-en-Haye är en kommun i departementet Meurthe-et-Moselle i regionen Grand Est (tidigare regionen Lorraine) i nordöstra Frankrike. Kommunen ligger i kantonen Dieulouard som tillhör arrondissementet Nancy. År 2022 hade Fey-en-Haye 59 invånare.

## Befolkningsutveckling
Antalet invånare i kommunen Fey-en-Haye
| Referens: INSEE |